# Boekhandelsmerk

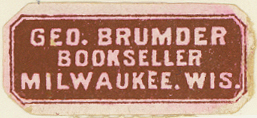
Merkje van boekhandelaar George Brumder (1839-1910) in Milwaukee

Een boekhandelsmerk is een etiketje dat in een boek geplakt wordt, als reclame voor de boekhandel die het boek verkoopt, een heel klein, typografisch verantwoord visitekaartje. Gewoonlijk zijn ze in liggend formaat uitgevoerd en onderaan op het schutblad aangebracht. De kleinste zijn minder dan 1 cm hoog, maar een formaat van 2 x 3 cm is doorsnee. 
Deze minuscule kaartjes van de boekhandelaar ontstonden in het begin van de 19e eeuw, maar raakten tegen het eind van de 20ste eeuw vrijwel in onbruik. Ook binderijen maakten zo rond 1850 gebruik van deze etiketjes om bekendheid aan hun bedrijf te geven. De boekhandel- en binderijetiketjes worden wel verzameld in postzegelalbums, waarin zij door het kleine formaat goed passen. Het boek wordt door deze verzamelaars vaak wel onherstelbaar beschadigd.